# Paramount Airways
Paramount Airways – indyjska linia lotnicza z siedzibą w Ćennaju. 